# Alina Li
Alina Li (née le 8 septembre 1993, également connue sous le nom de Chichi Zhou) est une actrice pornographique sino-américaine.  

## Biographie
Alina Li devient rapidement une des starlettes les plus connues dans la catégorie asiatique, à partir de 2013. Elle est notamment l'actrice principale de Initiations of Alina Li ou Ultimate Fuck Toy : Alina Li. Tori Black la choisit pour jouer dans le premier film qu'elle réalise,. On a pu la voir dans le magazine The Hundreds.
En 2015, Alina Li annonce mettre un terme à sa carrière dans le X, sans quitter le monde du mannequinat de charme. 

## Filmographie (sélection)
- 2013: Asian Fuck Faces 3
- 2013: Amateur Lesbians Fuck
- 2014: Bang Bus 51
- 2014: Between Teens
- 2014: Deviant Devil
- 2014: Public Disgrace 35439
- 2014: Oil Overload 11
- 2014: Sexual Desires of Alina Li
- 2014: Lesbian Adventures: Older Women Younger Girls 5
- 2015: Naughty Bookworms 41
- 2015: Lesbian Sorority House
- 2015: She Seduced Me
- 2015: Young and Corrupt
- 2016: Deviant Lesbians
- 2016: Lesbian Crime Stories 2
- 2016: Wet and New

## Nominations
| Jahr | Événement                   | Catégorie                        | Film                    | Résultat |
| ---- | --------------------------- | -------------------------------- | ----------------------- | -------- |
| 2014 | EXXXOTICA Fan Choice Awards | New Starlet of the Year          | –                       |          |
| 2014 | EXXXOTICA Fan Choice Awards | Ethnic Performer of the Year     | –                       |          |
| 2014 | NightMoves Award            | Best New Starlet                 | –                       |          |
| 2014 | Spank Bank Awards           | International Fuck Bunny         | –                       |          |
| 2015 | Spank Bank Awards           | Newcummer of the Year            | –                       |          |
| 2015 | Spank Bank Awards           | Fun Sized Fuck Bunny             | –                       |          |
| 2015 | Spank Bank Awards           | Most Adorable Slut               | –                       |          |
| 2015 | XBIZ Awards                 | Best New Starlet                 | –                       |          |
| 2015 | XBIZ Awards                 | Best Scene - Non-Feature Release | Beautiful New Faces     |          |
| 2015 | AVN Award                   | Best Group Sex Scene             | Orgy Initiation of Lola |          |
| 2015 | AVN Award                   | Fan Award: Cutest Newcomer       | –                       |          |
| 2015 | AVN Award                   | Best Three-Way Sex Scene: G/B/B  | Slut Puppies 8          |          |

## Liens externes
- Ressource relative à l'audiovisuel :   - IMDb
- Ressources relatives à la pornographie :   - Adult Film Database
  - Adult Web Movie Database
  - Internet Adult Film Database